# André Bloch
Pour les articles homonymes, voir André Bloch (mathématicien).
André Bloch, né le 14 janvier 1873 à Wissembourg (Bas-Rhin) et mort le 7 août 1960 à Viry-Châtillon, est un compositeur et astronome français.

## Biographie
André (Andréas sur son acte d'état civil) voit le jour le 14 janvier 1873, à Wissembourg, nouvellement en territoire allemand, deux ans et demi après la bataille de Wissembourg, première bataille de la guerre franco-prussienne de 1870. Il est le quatrième enfant de Jacques Bloch, rabbin et professeur, et de Marie Adrienne Berthe Manheimer, âgés respectivement de quarante-et-un ans et trente-cinq ans à sa naissance.
Dès son plus jeune âge, il fait montre d'un talent musical certain. À l'âge de sept ans, Bloch commence à composer de la musique, et écrit une valse pour piano à quatre mains, qui plaît tellement à un éditeur qu'il la fait imprimer. Ses parents s'installent dans la capitale, et inscrivent leur fils au Conservatoire de Paris afin de lui offrir les meilleures conditions d’apprentissage. Il étudie auprès de Jules Massenet, d’Ernest Guiraud et André Gedalge et Antoine Taudou.
Deuxième médaille de solfège en 1883, à l’âge de 10 ans, il obtient l’année suivante la première médaille. En classe préparatoire de piano, il reçoit successivement la troisième médaille en 1884, puis la deuxième en 1885, et la première en 1886. En classe de piano, il obtient le 2ème accessit en 1887, le deuxième prix en 1888, et le premier prix en 1889. En harmonie, il obtient le deuxième accessit en 1889, et enfin le premier prix en 1890. Dès 1890, il se produit en concert en tant que pianiste.
Parallèlement à ses études musicales, il s'intéresse de près à l'astronomie. Il devient en 1890 le 361e membre inscrit à la Société astronomique de France, fondée en 1887 par Camille Flammarion. Il réside alors au 28, rue de Constantinople, Paris, 8e.
Il intègre ainsi l'équipe des jeunes astronomes qui se surnomment entre eux les Gnomes, à l'instar de Paul Jeantet, Ferdinand Quénisset, André Jarson, Lucien Rudaux, Emile Touchet, Gaëtan Blum, Georges Fournier, et plus tard Fernand Baldet et Valentin Fournier.
En 1892, il concourt pour le Prix de Rome et reçoit comme récompense le deuxième Second Prix avec la cantate Amadis, derrière Henri Büsser. Cependant, cette année-là, l’Académie des beaux-arts n’avait pas cru devoir attribuer de Grand Prix. L’année suivante, il décroche le Premier Grand Prix avec la cantate Antigone (Heugel), sur un texte de Fernand Beissier. Pendant ses années de préparation aux concours, il travaille également sur de nouvelles compositions.
Outre ses activités de compositeur, André Bloch se distingue également par ses observations astronomiques auprès de Camille Flammarion, à l'Observatoire de Juvisy-sur-Orge. Il se lie d'amitié à cette occasion avec Ferdinand Quénisset, avec qui il partage de multiples observations. Le 17 juillet 1893, il dessine la comète Rordame-Quénisset découverte par ce dernier les 8 et 9 juillet 1893 à Juvisy-sur-Orge.
Une fois son Prix de Rome en poche, André Bloch part étudier à la Villa Médicis à Rome, pour se perfectionner dans ses compositions.
Sa formation achevée, André Bloch quitte la Villa Médicis, et revient sur Paris. Il participe alors à de nombreuses observations à la Société Astronomique de France. Le 28 mai 1899, il accompagne Henri Deslandres, de l'Observatoire de Meudon, lors de la dernière éclipse totale de Soleil du 19e siècle. Ils se rendent à Argamasilla, en Espagne, assistés d'autres participants. II partage également nombre d'observations avec Lucien Rudaux.
Dans le même temps, il parraine de nouveaux adhérents à la Société astronomique de France, parfois hors des frontières de la France comme la Bulgarie ou la Suède. Il réside alors au 11, place Malesherbes, Paris 10e. Sa carrière artistique se poursuit avec la création de nouvelles œuvres.
En 1902, André Bloch épouse Suzanne Loewy, fille du Directeur de l'Observatoire de Paris et membre du Bureau des longitudes, Maurice Loewy. Le jeune couple réside alors à l'Observatoire de Paris, 14e. C'est à cette adresse que naît leur fille, Yvonne, en 1905.
L'année suivante, André Bloch s'installe au 22, avenue Carnot, Paris 17e. Jean, le deuxième enfant du couple nait en 1907, mais décède deux ans plus tard, à l'âge de dix-huit mois.
Dès 1914, André Bloch exerce la fonction de bibliothécaire adjoint au sein de la Société astronomique de France.
Lors de la 1ère Guerre mondiale, André Bloch est mobilisé dès novembre 1915. Il occupe la fonction d'infirmier militaire, et se spécialise en anesthésie. Sa femme participe à l'effort de guerre en devenant à son tour infirmière à l'hôpital complémentaire du Panthéon, annexe du Val de Grâce. Elle reçoit à ce titre la Médaille de Vermeil, mentionnée au Journal Officiel du 14 juin 1917.
Parallèlement à ses activités, André Bloch cultive également un goût pour les mathématiques et l’acoustique. Il met ses compétences au service de l‘armée en élaborant un système de repérage des engins de guerre ennemis par l’audition de leurs moteurs. Au sortir de la guerre après sa démobilisation en 1919, il dépose un brevet d'invention pour son « appareil écouteur-isolateur », pour lequel il reçoit la Croix de la Légion d’Honneur.
André Bloch est nommé inspecteur de l'enseignement musical. À partir du 1er novembre 1927, il enseigne également l’harmonie au Conservatoire de Paris, où il reste jusqu'à son exclusion en décembre 1940 en raison des lois antisémites, son poste étant attribué peu après à Olivier Messiaen.
Il professe également à l’École des hautes études musicales, plus connue sous le nom de Conservatoire américain de Fontainebleau. Cette école était installée depuis 1921 dans l’aile Louis XV du château. Dirigée durant plusieurs décennies par des personnalités musicales reconnues : Francis Casadesus, Charles-Marie Widor, Maurice Ravel, Marcel Dupré, Robert Casadesus et Nadia Boulanger, l'école est rapidement devenue un haut lieu de rencontres artistiques entre la France et les États-Unis.
De nombreux autres élèves, parmi lesquels Fernand Oubradous, purent bénéficier de cours privés que donne également André Bloch. Son nom est aussi connu des jeunes écoliers, qui, avant-guerre, recevaient leurs premières notions de musique à l’aide de ses Cent leçons à l’usage des écoles primaires (Gras, 1934).
André Bloch, dont les œuvres ne sont plus guère jouées de nos jours, a pourtant écrit une musique élégante, parmi laquelle on relève des poèmes symphoniques orchestrés avec soin : Au Béguinage (extrait d'une suite intitulée Voyages) qui évoque la ville de Courtrai dans la paix du soir ; Kaa, le python du Livre de la Jungle de Rudyard Kipling, donné en première audition aux Concerts Colonne le 2 avril 1933, qui fait entendre, notamment, les glissandi de quatre octaves; L’Isle nostalgique (1945, Fougères), et une fort belle Suite palestinienne pour violoncelle et orchestre (1948), rhapsodie thématique en 4 épisodes.
En dehors des œuvres déjà citées, on lui doit  des opéras : Maïda (1909, Enoch) conte musical en quatre actes et cinq tableaux sur un poème de Charles Réty-Darcours, Une nuit de Noël (1922) qui est donnée à Liège et composée à Rome, un «conte bleu» Brocéliande, légende lyrique que l'Opéra  présente  le 25 novembre 1925 et qui est une partition riche de fantaisies, Guignol, « opéra-bouffe de cape et de trique » en trois actes, quatre tableaux et un prologue, paroles de Justin Godard et Henri Fabert (Heugel, 1939), donné à l’Opéra-Comique le 18 janvier 1949, un ballet Feminaland (1904), un Concerto-ballet pour piano et orchestre (Fougères, 1947), Les Maisons de l’éternité, croquis d’orient pour violoncelle et orchestre (Gras, 1950), une Petite suite dominicale pour petit orchestre (Fougères), des pièces pour piano : Air à danser (Enoch), Thème varié, Andantino (Fougères), pour piano et flûte : Dans la palmeraie (Fougères), piano et clarinette : Denneriana (Gras, 1940), piano et basson : Fantaisie variée (Leduc, 1946), Goguenardises, et des mélodies et duos : Révélation pour deux voix a cappella, Mon père m’a donné un mari pour chant et piano (Fougères).
André Bloch, domicilié au 14, avenue Carnot, Paris 17e, décède à Viry-Châtillon le 7 août 1960. Il est inhumé au cimetière de Montmartre.